# Cosmarium brebissoni
Cosmarium brebissoni  là một loài Song tinh tảo trong họ Desmidiaceae, thuộc chi Cosmarium.